# José Matías Núñez Malhue
José Matías Núñez Malhue (n. Melipilla, 1 de marzo de 1937) es un político chileno. Se desempeñó como diputado entre los años 1969 hasta 1973 militando en el Partido Socialista de Chile.
Estudió en el Liceo Mixto de Melipilla y realizó cursos de formación como Inspector Sanitario en el Instituto Bactereológico de la Universidad de Chile. Trabajó en la construcción y ejerció su profesión en el Departamento de Higiene Ambiental y Saneamiento del Servicio Nacional de Salud.
Fue dirigente local de los trabajadores de la salud reunidos en la Central Única de Trabajadores.
Resultó elegido regidor de Melipilla, cargo que ocupó entre 1967 hasta 1969, cuando fue elegido diputado por la Octava Agrupación Departamental "Melipilla, San Antonio, San Bernardo y Maipo". Fue reelecto en 1973.
El Golpe de Estado del 11 de septiembre de 1973 puso término anticipado a su período parlamentario. Fue perseguido por la dictadura militar impuesta tras el golpe de Estado.
Llegó como exiliado político junto a su familia a México, donde trabajó en Naciones Unidas y estudió Economía y Sociología.
Tras la llegada de la democracia intentó regresar al Congreso, pero no tuvo éxito. 
Fue candidato a alcalde de Melipilla para las elecciones del año 2000, donde no salió electo. 

## Historial electoral

### Elecciones parlamentarias de 1969
- Elecciones Parlamentarias de 1969 para la 8ª Agrupación Departamental, Melipilla, San Antonio y San Bernardo.[1]

### Elecciones parlamentarias de 1973
- Elecciones Parlamentarias de 1973 para la 8ª Agrupación Departamental, Melipilla, San Antonio y San Bernardo.[2]

### Elecciones parlamentarias de 1993
- Elecciones parlamentarias de 1993 por el Distrito 31 (Alhué, Curacaví, El Monte, Isla de Maipo, María Pinto, Melipilla, Peñaflor, San Pedro y Talagante) , Región Metropolitana de Santiago[3]

### Elecciones municipales de 2000
- Elecciones municipales de 2000 para la alcaldía de Melipilla.[4]